# Ivančiná
Ivančiná é um município da Eslováquia, situado no distrito de Turčianske Teplice, na região de Žilina. Tem 3,54 km² de área e sua população em 2018 foi estimada em 80 habitantes.

## Demografia
| Ano:        | 1994 | 2004   | 2014   | 2024   |
| ----------- | ---- | ------ | ------ | ------ |
| Broj ljudi: | 91   | 97     | 92     | 93     |
| Razlika:    |      | +6,59% | -5,15% | +1,08% |

| Ano:               | 2023 | 2024   |
| ------------------ | ---- | ------ |
| Número de pessoas: | 90   | 93     |
| Diferença:         |      | +3,33% |